# آخرین چاره (فیلم ۲۰۰۰)
آخرین چاره (انگلیسی: Last Resort) فیلمی در ژانر درام به کارگردانی پاوئو پاولیکوفسکی است که در سال ۲۰۰۰ منتشر شد. از بازیگران آن می‌توان به پدی کانسیدین و استیو پری اشاره کرد.

## داستان
یک زن جوان روس و پسرش به لندن می‌رسند و انتظار دارند تا نامزدش را ملاقات کند. زمانی که او نمی‌آید آن‌ها بر طبق حق پناهندگی شان به یک شهر کوچک ساحلی می‌روند و رابطه بین زن و مدیر یک شهربازی محلی گسترش می‌یابد. (با بازی پدی کانسیدین)